# Pekka Salminen (Architekt)

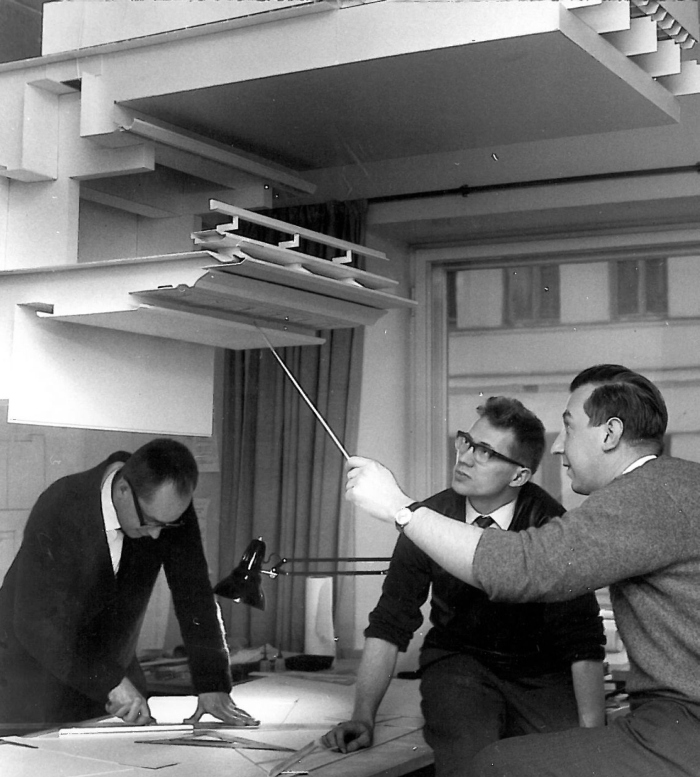
Von rechts: Timo Penttilä, Pekka Salminen, Jukka Siivola (1964)

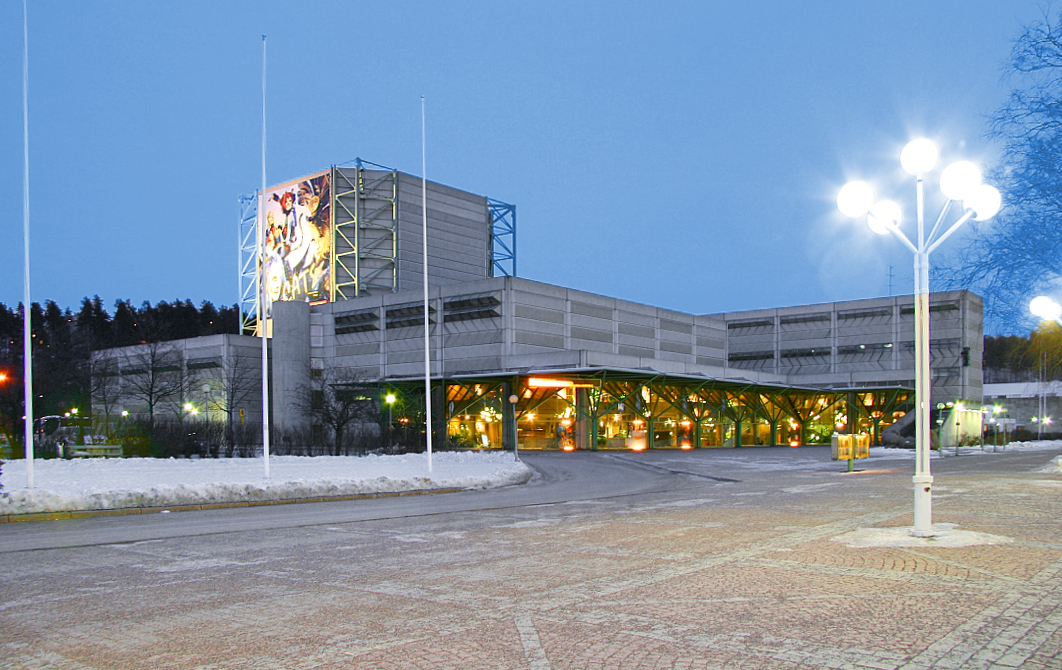
Theater in Lahti

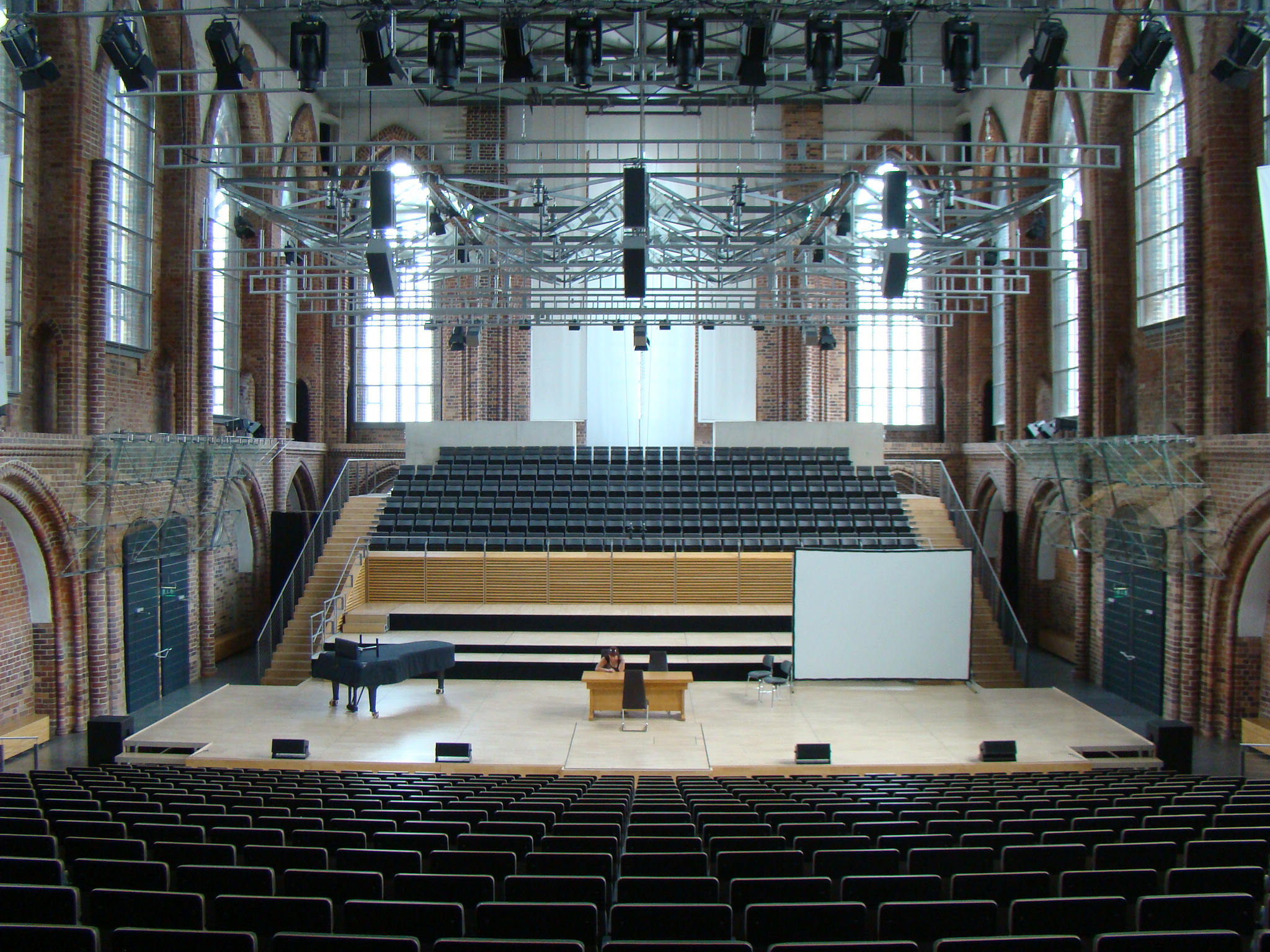
Konzertkirche Neubrandenburg

Pekka Einari Salminen (*  11. August 1937 in Tampere; † 30. Mai 2024) war ein finnischer Architekt.

## Leben
Salminen studierte bis 1966 Architektur an der Technischen Universität Tampere und an der Technischen Universität Helsinki.
1968 gründete er in Helsinki das Pekka Salminen Architekturbüro, später PES - Architekten genannt, das er führte und in dem 2016 rund 70 Mitarbeiter beschäftigt waren. 2011 eröffnete PES-Architekten ein Büro in Shanghai.
In China gewann sein Büro in über 50 Wettbewerben Preise, davon mehr als zehn Mal den ersten Preis.

## Mitgliedschaften
- 1986/87 Präsident der Finnischen Architektenvereinigung SAFA
- Mitglied der Finnischen Akademie der Wissenschaften
- Mitglied in den Architektenkammer in Finnland, Kroatien und in einigen deutschen Bundesländern

## Ehrungen und Auszeichnungen
- Er wurde 1998 ehrenhalber zum Professor ernannt.
- Finnischer Architekturpreis Beton: 1977, 1982, 1994, 2001
- Landesbaupreis Mecklenburg-Vorpommern, 2002
- Balthasar-Neumann Preis des Bundes Deutscher Baumeister und der deutschen bauzeitung: Auszeichnung, 2002
- Deutscher Architekturpreis, Anerkennung, 2003
- Deutscher Architekturpreis Beton, 2003
- Preis der Europäischen Union für zeitgenössische Architektur: European Union Prize for Contemporary Architecture – Mies van der Rohe Award, Nominierung 2003
- Finnischer Staatspreis für Kunst, 2003
- Kroatische Ehrenmedaille für Kultur, 2003
- Anerkennung beim Architekturpreis von Wuxi, 2012

## Werke
- Sportzentrum und Skistadion in Lahti, 1977.
- Stadttheater Lahti, 1982.
- Universitätsbauten in Vantaa, 1988–2001
- Sibelius-Akademie in Helsinki, Renovierung und Umbau 1990
- Kanneltalo Kulturzentrum in Helsinki, 1992
- Polizeiakademie in Tampere, 1992
- Flughafen Helsinki-Vantaa, 1995
- Ski-Museum in Lahti, Erweiterung, 1999.
- Konzertkirche Neubrandenburg in  Neubrandenburg, 2001
- Hafenterminal und Hafenhaus in Lübeck
- Shenyang Ausstellungshalle, 2006
- Latokartano Grundschule in Helsinki, 2009
- Grand Theatre in Wuxi, 2012.
- Fußgängerbrücke in Wuxi, 2015
- Kultur- und Kunstzentrum in Fuzhou, 2016 in Arbeit

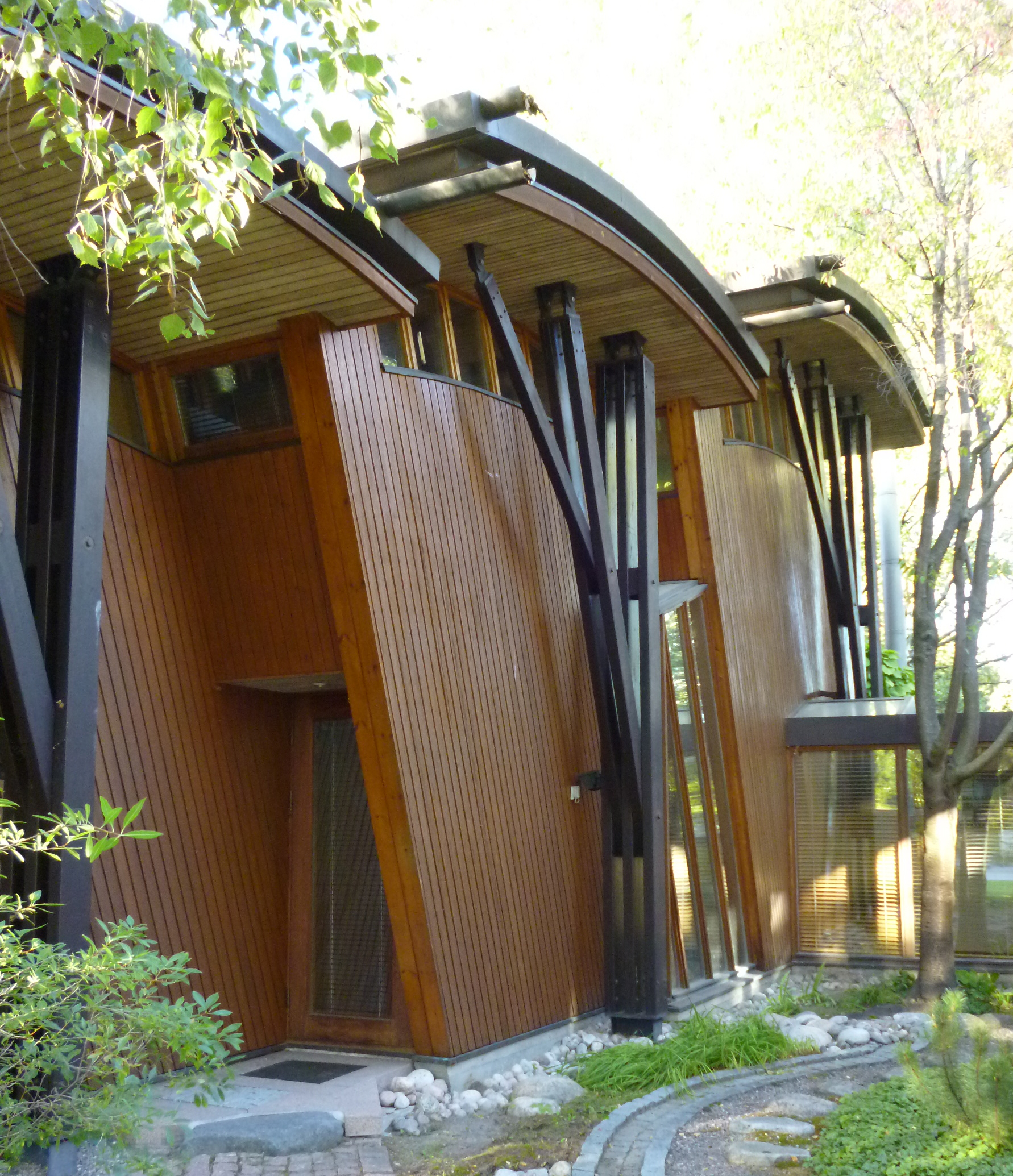
Büro der Architekten in Helsinki
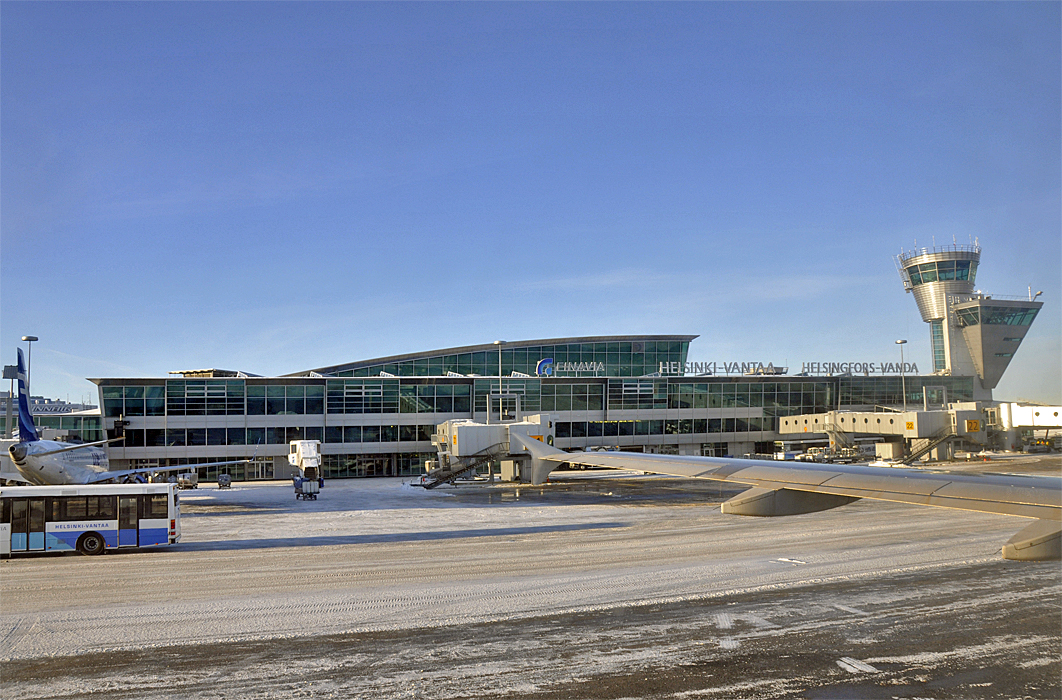
Flughafen Helsinki-Vantaa
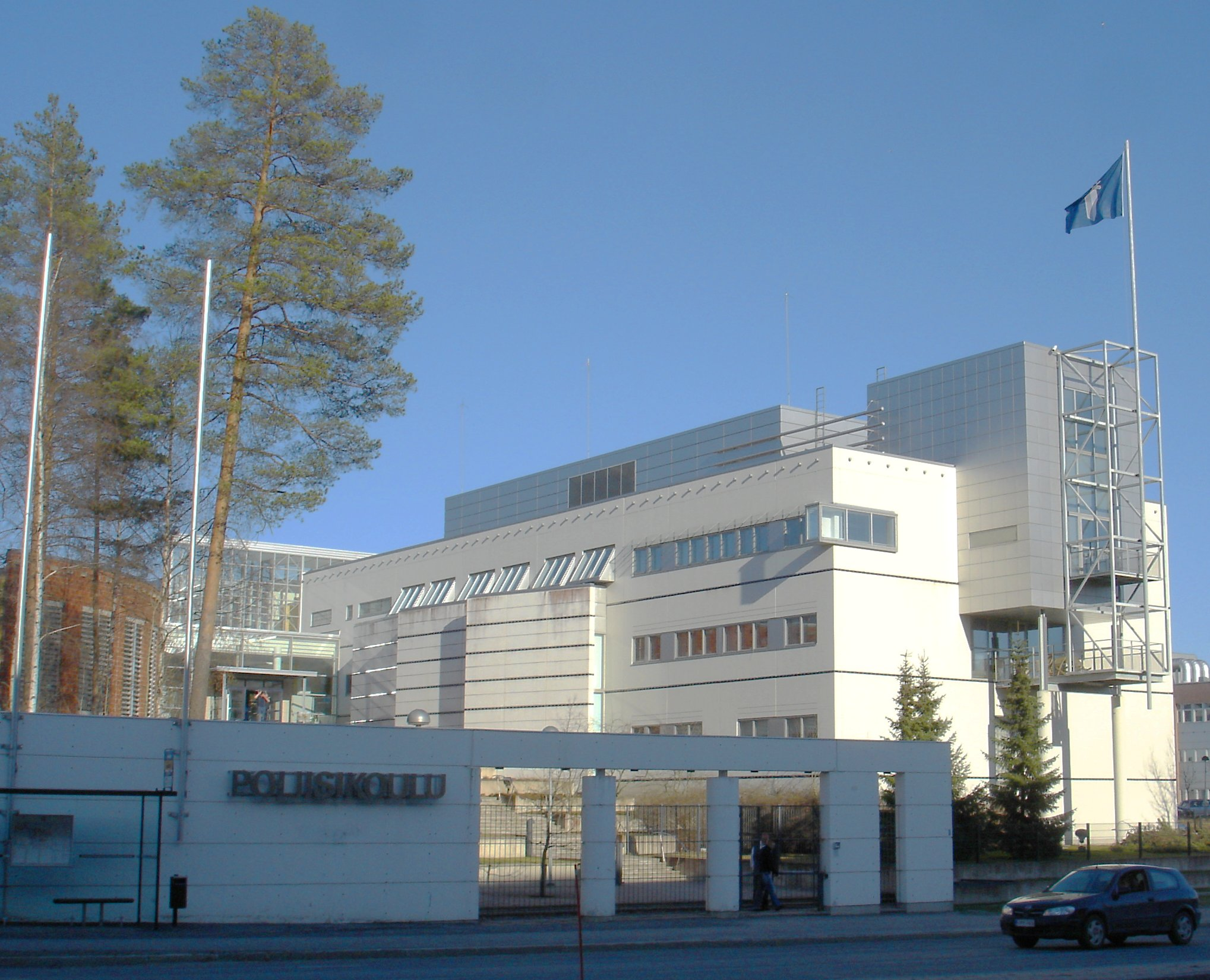
Polizeischule in Hervanta